# Memories Do Not Open Tour
Memories Do Not Open Tour é a primeira turnê da dupla estadunidense The Chainsmokers, em suporte de seu primeiro álbum de estúdio, Memories...Do Not Open (2017). Seu início está programada para 13 de abril de 2017, em Miami, Estados Unidos, e sua conclusão para 10 de junho de 2017, em Nova Iorque, Estados Unidos.

## Antecedentes e desenvolvimento
Em 30 de janeiro de 2017, a dupla anunciou que lançariam seu primeiro álbum de estúdio, acompanhado de uma turnê própria para a divulgação do disco. Kiiara e Emily Warren foram declaradas como atrações de abertura. Eles anunciaram no Instagram que estaria tomando um fã, Tony Ann, (um estudante Berklee College of Music) com eles na turnê, porque eles ficaram impressionados com a seu cover de piano de sua canção "Paris".

## Shows
| Data                | Cidade           | País             | Local                        | Atos de abertura                       | Comparecimento   | Receita          |
| América do Norte    | América do Norte | América do Norte | América do Norte             | América do Norte                       | América do Norte | América do Norte |
| ------------------- | ---------------- | ---------------- | ---------------------------- | -------------------------------------- | ---------------- | ---------------- |
| 13 de abril de 2017 | Miami            | Estados Unidos   | American Airlines Arena      | Kiiara Emily Warren K?d                | —                | —                |
| 14 de abril de 2017 | Tampa            | Estados Unidos   | Amalie Arena                 | Kiiara Emily Warren K?d                | —                | —                |
| 15 de abril de 2017 | North Charleston | Estados Unidos   | North Charleston Coliseum    | Kiiara Emily Warren K?d                | —                | —                |
| 18 de abril de 2017 | Charlottesville  | Estados Unidos   | John Paul Jones Arena        | Kiiara Emily Warren Illenium           | —                | —                |
| 20 de abril de 2017 | Bridgeport       | Estados Unidos   | Webster Bank Arena           | Kiiara Emily Warren K?d                | —                | —                |
| 21 de abril de 2017 | Albany           | Estados Unidos   | Times Union Center           | Kiiara Emily Warren K?d                | —                | —                |
| 22 de abril de 2017 | Pittsburgh       | Estados Unidos   | PPG Paints Arena             | Kiiara Emily Warren K?d                | —                | —                |
| 25 de abril de 2017 | Cleveland        | Estados Unidos   | Wolstein Center              | Kiiara Emily Warren Shaun Frank        | —                | —                |
| 26 de abril de 2017 | Cincinnati       | Estados Unidos   | U.S. Bank Arena              | Kiiara Emily Warren Shaun Frank        | —                | —                |
| 27 de abril de 2017 | Detroit          | Estados Unidos   | Joe Louis Arena              | Kiiara Emily Warren Shaun Frank        | —                | —                |
| 28 de abril de 2017 | Madison          | Estados Unidos   | Veterans Memorial Coliseum   | Kiiara Emily Warren Shaun Frank        | —                | —                |
| 29 de abril de 2017 | Rosemont         | Estados Unidos   | Allstate Arena               | Kiiara Emily Warren Shaun Frank        | —                | —                |
| 30 de abril de 2017 | Des Moines       | Estados Unidos   | Wells Fargo Arena            | Kiiara Emily Warren Grandtheft         | —                | —                |
| 2 de maio de 2017   | West Valley City | Estados Unidos   | Maverik Center               | Kiiara Emily Warren Grandtheft         | —                | —                |
| 4 de maio de 2017   | Sacramento       | Estados Unidos   | Golden 1 Center              | Kiiara Emily Warren Grandtheft         | —                | —                |
| 5 de maio de 2017   | São Francisco    | Estados Unidos   | Bill Graham Civic Auditorium | Kiiara Emily Warren Grandtheft         | —                | —                |
| 6 de maio de 2017   | São Francisco    | Estados Unidos   | Bill Graham Civic Auditorium | Kiiara Emily Warren Kyle               | —                | —                |
| 8 de maio de 2017   | San Diego        | Estados Unidos   | Valley View Casino Center    | Kiiara Emily Warren Kyle               | —                | —                |
| 9 de maio de 2017   | Glendale         | Estados Unidos   | Gila River Arena             | Kiiara Emily Warren Kyle               | —                | —                |
| 11 de maio de 2017  | San Antonio      | Estados Unidos   | Freeman Coliseum             | Kiiara Emily Warren Kyle               | —                | —                |
| 13 de maio de 2017  | Nova Orleans     | Estados Unidos   | Smoothie King Center         | Kiiara Emily Warren Kyle               | —                | —                |
| 16 de maio de 2017  | Tulsa            | Estados Unidos   | BOK Center                   | Kiiara Emily Warren Whethan            | —                | —                |
| 17 de maio de 2017  | Kansas City      | Estados Unidos   | Sprint Center                | Kiiara Emily Warren                    | —                | —                |
| 18 de maio de 2017  | St. Louis        | Estados Unidos   | Scottrade Center             | Kiiara Emily Warren Whethan            | —                | —                |
| 19 de maio de 2017  | Memphis          | Estados Unidos   | FedExForum                   | Kiiara Emily Warren Whethan            | —                | —                |
| 20 de maio de 2017  | Louisville       | Estados Unidos   | KFC Yum! Center              | Kiiara Emily Warren Whethan            | —                | —                |
| 23 de maio de 2017  | Columbia         | Estados Unidos   | Colonial Life Arena          | Kiiara Emily Warren Gryffin            | —                | —                |
| 24 de maio de 2017  | Raleigh          | Estados Unidos   | PNC Arena                    | Kiiara Emily Warren Gryffin            | —                | —                |
| 25 de maio de 2017  | Hampton          | Estados Unidos   | Hampton Coliseum             | Kiiara Emily Warren Gryffin            | —                | —                |
| 26 de maio de 2017  | Columbia         | Estados Unidos   | Merriweather Post Pavilion   | Kiiara Emily Warren Lost Frequencies   | —                | —                |
| 30 de maio de 2017  | Toronto          | Canadá           | Air Canada Centre            | Kiiara Emily Warren Lost Frequencies   | —                | —                |
| 1º de junho de 2017 | Montreal         | Canadá           | Bell Centre                  | Kiiara Emily Warren Lost Frequencies   | —                | —                |
| 2 de junho de 2017  | Boston           | Estados Unidos   | TD Garden                    | Kiiara Emily Warren Lost Frequencies   | —                | —                |
| 3 de junho de 2017  | Filadélfia       | Estados Unidos   | Liacouras Center             | Kiiara Emily Warren Whethan            | —                | —                |
| 4 de junho de 2017  | Filadélfia       | Estados Unidos   | Liacouras Center             | Kiiara Emily Warren Whethan            | —                | —                |
| 7 de junho de 2017  | Providence       | Estados Unidos   | Dunkin' Donuts Center        | Kiiara Emily Warren Lost Frequencies   | —                | —                |
| 9 de junho de 2017  | Nova Iorque      | Estados Unidos   | Forest Hills Stadium         | Emily Warren Alison Wonderland Whethan | —                | —                |
| 10 de junho de 2017 | Nova Iorque      | Estados Unidos   | Forest Hills Stadium         | Kiiara Emily Warren Lost Frequencies   | —                | —                |
| Total               | Total            | Total            | Total                        | Total                                  | —                | —                |